# Château de Penrith
Le château de Penrith (Penrith Castle) est un château du XVe siècle situé dans la ville britannique de Penrith, dans le comté anglais de Cumbria, en face de la gare. Il fait aujourd’hui partie des propriétés de l’English Heritage.

## Historique
Le château est commencé à la fin du XIVe siècle par Ralph Neville,. Il est agrandi et devient ensuite propriété de la couronne britannique ; il a probablement été la résidence de Richard III lorsqu’il était duc de Gloucester. Celui-ci donne la plupart des propriétés royales de Cumbrie à Hans Willem Bentinck, 1er comte de Portland.
Le terrain du château est vendu[Quand ?] au London and North Western Railway (London and North Western Railway), qui fait construire la gare de Penrith (en) ; il devient ensuite propriété du district urbain de Penrith, qui y fait aménager dans les années 1920 un parc public.

## Illustrations

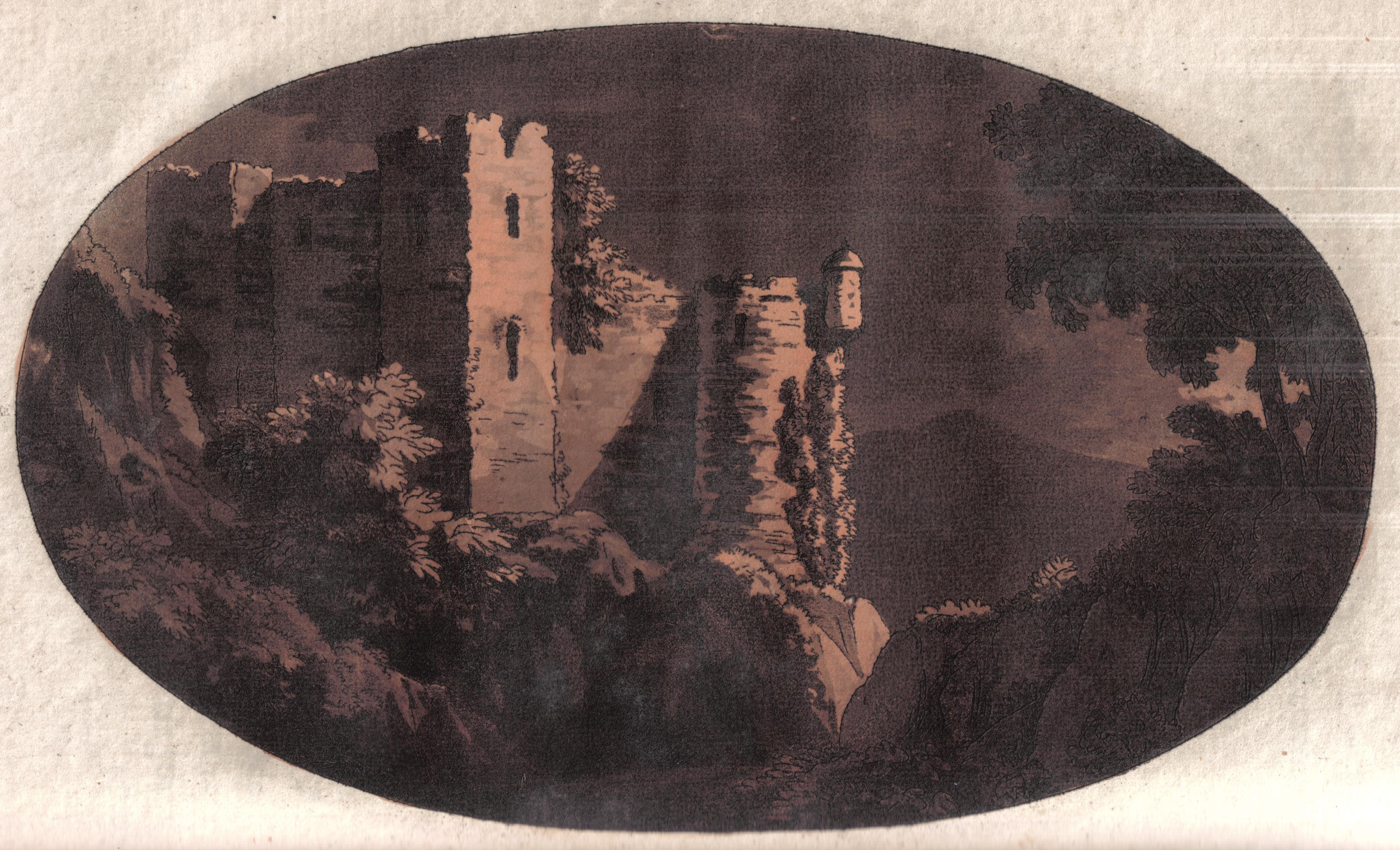
Illustration datée de 1772
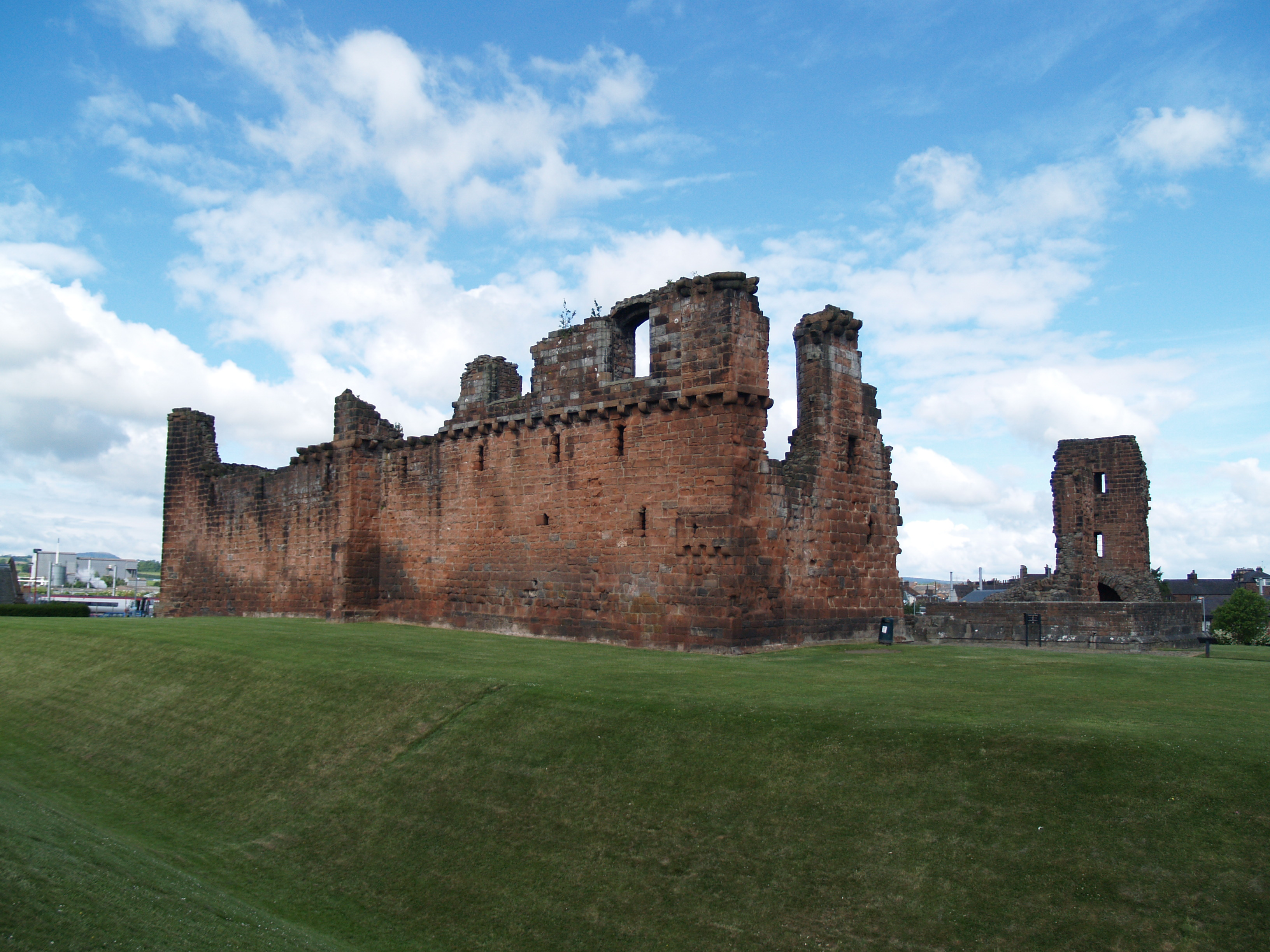
Ruines du château en 2008

## Sources
1. ↑  Page du château sur le site de l’English Heritage
2. ↑  (en) William Gilpin, Observations relative chiefly to Picturesque Beauty, Made in the Year 1772 : On several Parts of England; Particularly the Mountains, and Lakes, of Cumberland & Westmoreland, vol. II, Londres, R. Blamire, 1792, 3e éd. (1re éd. 1786) (lire en ligne), p. 84